# Pornstar martini
Pornstar martini eller Pornstar Martini (engelska: Porn star martini) är en passionsfruktssmakande drink, baserad på vodka med vaniljsmak, passoã-likör, passionsfruktsjuice och limejuice. I glaset ska det flyta en passionsfruktshalva, och den ska ackompanjeras med ett kylt shotglas med prosecco.
Drinken skapades 2002 av Douglas Ankrah. Det är inte en riktig martini-variant, utan en av många drinkar som inkorporerar martini i sitt namn. Ibland ses denna drinktyp under den vidare kategoriseringen "dirty martini".
Den är listad av International Bartenders Association som en "New Era-drink".

## Historik
Drinken komponerades 2002 av Douglas Ankrah (1970–2021), som grundade baren The Lab i Soho år 1999. Introduktionen skedde på systerbaren The Townhouse, som öppnade 2022. Ankrah har sagt att den ursprungliga drinken var inspirerad av ett besök på herrklubben Mavericks i Kapstaden. Drinken kallades inledningsvis för Maverick martini.
Det finns inga entydiga instruktioner om hur passionsfruktshalvan och shoten med det mousserande vinet ska hanteras. Tillexempel hälls hela glaset i drinken, eller så konsumeras först frukten, och sedan bubbelvinet före drinken – för att rensa smaklökarna – alternativt omväxlande med läppjandet på drinken. Valet att låta gästen själv hantera komponeterna har setts som en innovation i drinkvärlden.

## Namnkontrovers
Namnet på drinken har visat sig vara kontroversiellt, även om Ankrah själv förnekat att han namngett drinken som en medveten provokation. I intervjuer hävdade han att han benämningen porn star skulle framkalla en känsla av "elegant och självsäker drink… ren njutning, sexig, kul och suggestiv". Ankrah förnekade att han var en fan av pornografi, eller att han idoliserade någon eller några särskilda porrskådespelare.
2019 beslöt den brittiska detaljhandelskedjan Marks & Spencer att ändra namnet på deras drink på burk från Porn Star Martini till Passion Star Martini. Orsaken var klagomål över att namnet normaliserade pornografi.

## Uppmärksamhet
Pornstar martini rapporterades i november 2018 vara den mest beställda drinken i Storbritannien. Det "annorlunda" namnet på drinken ses ibland som en extra uppmärksamhetsfaktor, och drinkens tre delar kan göra den visuellt intressant.
16 augusti 2021 avled Ankrah, vid 51 års ålder. Några dagar före hans död publicerade klädföretaget Pour Moi en uppmärksammad cocktailrapport där Google-sökningar analyserades. Med över 18 miljoner sökningar under den föregående 12-månadersperioden var pornstar martini då den mest googlade drinken i världen.

## Varianter
Namnet pornstar martini har inspirerat till liknande drinkar namngivna efter verkliga porrskådespelare. Detta inkluderar "Asa Akira" (jämför Asa Akira), ginbaserade varianter med olika typer av fruktdryckskomplettering och skapade av australiska bartenders. Antingen kombineras ginet med persikolikör och persikopuré toppat med Miraculous Foamer och prosecco alternativt med melonsaft och toppat med sake med smak av puffat ris.